# Ampliación Jardines de San Bartolo
Ampliación Jardines de San Bartolo är en ort i Mexiko, tillhörande kommunen Zumpango i delstaten Mexiko. Ampliación Jardines de San Bartolo ligger i den centrala delen av landet och tillhör Mexico Citys storstadsområde. Orten hade 305 invånare vid folkräkningen 2010.